# Mein Leben als Mann

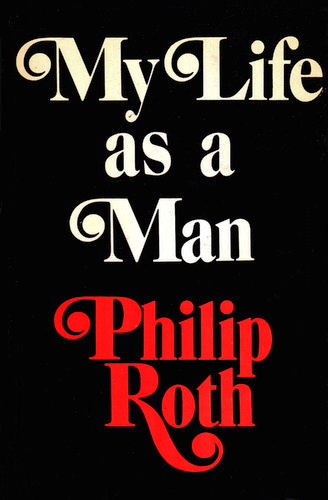
Buchcover der amerikanischen Erstausgabe

Mein Leben als Mann (Originaltitel: My Life as a Man) (1974) ist der siebte Roman von Philip Roth.

## Inhalt
1967. Der jüdische Schriftsteller und Literaturprofessor Peter Tarnopol hat sich in eine Künstlerkolonie in Vermont zurückgezogen, um dort eine autobiographische Erzählung zu verfassen. Ihr wesentliches Handlungsgerüst – Tarnopols, in seinen eigenen Worten, albtraumhafte Ehe („nightmarish marriage“) mit Maureen Johnson, Maureens Unfalltod, seine Affäre mit Susan McCall, seine Therapie bei dem Psychoanalytiker Dr. Spielvogel – ist der Erzählung in einem Exposé vorangestellt. Die fertiggestellte Ich-Erzählung bildet den umfangreicheren zweiten Teil des Werks: Meine wahre Geschichte. 
Der erste Teil besteht aus zwei früheren kürzeren Erzählungen Peter Tarnopols: Grün hinter den Ohren und Mitleidenschaft (oder: Der Ernst der Fünfziger), zusammengefasst unter dem Titel Nützliche Erfindungen. Hauptfigur ist hier ein gewisser Nathan Zuckerman – in der ersten Erzählung als Jugendlicher, der zwischen dem Sex mit einer Freundin und den literatur-beseelten Tee-Nachmittagen bei einer Lehrerin hin- und hergerissen ist, in der zweiten wiederum als leidender Ehemann. Mehrmals wird in Tarnopols Autobiographie, Meine wahre Geschichte, auf diese Zuckerman-Erzählungen Bezug genommen; u. a. werden sie, oftmals sehr kritisch oder ironisch, kommentiert von Tarnopols Bruder, seiner Schwester, seinem Therapeuten. Sie sind als Fiktion innerhalb der Fiktion bezeichnet worden: Der Autor Philip Roth erfindet den fiktiven Ich-Erzähler Peter Tarnopol, dessen Leben zahlreiche Parallelen mit seinem eigenen aufweist, so wie das Leben von Tarnopols fiktiver Figur Nathan Zuckerman zahlreiche Parallelen mit dessen Leben aufweist.
In Mein Leben als Mann behandelt Roth erstmals das Verhältnis des Autors zu seinem Werk. In seinen späteren Romanen, insbesondere in Operation Shylock hat er das Thema dann weiter verfolgt. In Die Tatsachen – Autobiographie eines Schriftstellers erklärt Roth, dass Tarnopols Ich-Erzählung Meine wahre Geschichte viel von seinen eigenen Erfahrungen enthält, z. B. zahlreiche Details seiner ruinösen Ehe mit Josephine Jensen, die sich in Tarnopols Beziehung zur Romanfigur Maureen widerspiegelt.

## Einzelbelege
1. ↑  In mehreren Verlagstexten zum Buch, u. a. auch auf buecher.de, abgerufen am 29. Juli 2020.
2. ↑  „In My Life as a Man, Roth invents a fictitious character, Peter Tarnopol, whose life closely parallels his own, just as the life of Tarnopol’s fictitious character, Nathan Zuckerman, closely parallels his.“, heißt es in der enotes-Summary zum Buch, abgerufen am 29. Juli 2020.
3. ↑  Roth benutzt in Die Tatsachen für seine erste Ehefrau das Pseudonym Josephine (Josie) Jensen. Tatsächlich handelte es sich um die 1968 bei einem Unfall ums Leben gekommene Margaret Martinson Williams. Gem. Roth-Biography der Philip Roth Society, abgerufen am 4. August 2020.
4. ↑  Morris Dickstein sieht darin eine wesentliche Schwäche des Romans, aber eine sehr aussagekräftige Aussage über die Person Roth. "Like Rousseau's "Confessions" and its modern progeny, "My Life as a Man" is reckless in inviting us to review the man rather than the writer: that's part of its appeal. To get the story out Roth is willing to look not only ignoble and self-centered, but also foolish, helpless, even a little ugly" in: My life as a Man New York Times vom 2. Juni 1974, abgerufen am 27. Juli 2020.